# François-Urbain Domergue
François-Urbain Domergue (Aubagne, 24 marzo 1745 – Parigi, 29 maggio 1810) è stato un grammatico e giornalista francese, membro dell'Académie française, nella quale ha occupato il seggio numero 1 dal 1803 al 1810. Fautore, all'indomani della Rivoluzione francese, dell'ideale giacobino dell'unità linguistica come precondizione dell'unità nazionale, fondò il Journal de la Langue Française e fu chiamato dall'Académie a far parte della commissione per il Dizionario.

## Biografia
Figlio di Louis-andré Domergue, farmacista e console di Aubagne nel 1739, studiò ad Aubagne e poi al collegio degli oratoriani di Marsiglia. Diventato istitutore a Lione, sposò la figlia di un chirurgo e nel 1778 diede alle stampe la prima edizione della sua Grammaire françoise simplifiée. Nel 1784 fondò il Journal de la Langue Française con l'obiettivo di "combattere, con i precetti e con gli esempi, i neologismi che sono già stati introdotti nella letteratura".  Viste le scarse vendite del Journal, nel 1790 Domergue si trasferì a Parigi, dove fondò la Société des amateurs de la langue française, fece ripubblicare la sua Grammatica semplificata, iniziò a collaborare con il Journal général du soir, de politique et de littérature e rilanciò il suo Journal de la Langue Française. Nominato professore di Grammatica all'École centrale des Quatre-Nations, ottenne anche la cattedra di materie umanistica al lycée Charlemagne di Parigi.

## Opere
- Grammaire françoise simplifiée, ou Traité d'orthographe, avec des notes sur la prononciation et la syntaxe, des observations critiques et un nouvel essai de prosodie. (1778)
- Mémorial du jeune orthographiste (1790),
- La Prononciation françoise déterminée par signes invariables, avec application à divers morceaux en prose et en vers, suivie de notions orthographiques et de la nomenclature des mots à difficultés (1796)
- Grammaire générale analytique (1798-99)
- Manuel des étrangers amateurs de la langue françoise, ouvrage contenant tout ce qui a rapport aux genres et à la prononciation, et dans lequel l'auteur a prosodié, avec des caractères dont il est l'inventeur, la traduction qu'il a faite en vers françois de cent cinquante distiques latins, des dix églogues de Virgile, de deux odes d'Horace, et quelques morceaux en prose de sa composition (1805)
- Exercices orthographiques, où les faits précèdent les règles (1810)
- Journal de la langue française
- Mémoire sur la proposition
- Solutions grammaticales